# Lombard (Doubs)
Lombard ist eine französische Gemeinde mit 195 Einwohnern (Stand: 1. Januar 2022) im Département Doubs in der Region Bourgogne-Franche-Comté.

## Geographie
Lombard liegt auf 290 m, südlich von Quingey, etwa 22 Kilometer südwestlich der Stadt Besançon (Luftlinie). Das Dorf erstreckt sich im westlichen Jura, am westlichen Rand eines Beckens der Loue zwischen den Höhen der Côte de Moini im Westen und des Bois du Landet im Osten.
Die Fläche des 5,92 km² großen Gemeindegebiets umfasst einen Abschnitt des westlichen französischen Juras. Begrenzt wird das Gebiet im Osten durch die Loue. Sie fließt hier nach Süden durch ein breites Becken, das von den äußersten Höhenzügen des Juras umrahmt wird. Vom Flusslauf erstreckt sich das Gemeindeareal westwärts über die flache Talaue bis auf den angrenzenden, überwiegend bewaldeten Höhenrücken. Südwestlich des Dorfes befindet sich der Chataillon (420 m), nordwestlich die Côte de Moini, auf der mit 493 m die höchste Erhebung von Lombard erreicht wird. Dazwischen öffnet sich ein Sattel, der nach Westen zum Becken von Liesle überleitet. Der Höhenzug zieht sich von Quingey südwärts bis zum Durchbruch der Loue bei Rennes-sur-Loue. 
Nachbargemeinden von Lombard sind Byans-sur-Doubs und Quingey im Norden, Lavans-Quingey und Pessans im Osten, Brères und Mesmay im Süden sowie Liesle im Westen.

## Geschichte
Erstmals urkundlich erwähnt wird Lombard im 12. Jahrhundert. Seit dem Mittelalter gehörte Lombard zur Herrschaft und Kastlanei Quingey. Zusammen mit der Franche-Comté gelangte das Dorf mit dem Frieden von Nimwegen 1678 an Frankreich.

## Sehenswürdigkeiten
Die Kirche Notre-Dame de l’Assomption wurde 1712 an der Stelle einer mittelalterlichen Kapelle erbaut und 1992 letztmals umfassend restauriert. Im Ortskern sind verschiedene Bauernhäuser im charakteristischen Stil der Franche-Comté aus dem 17. bis 19. Jahrhundert erhalten. An der Loue befindet sich eine Mühle.

## Bevölkerung
| Jahr                       | 1962 | 1968 | 1975 | 1982 | 1990 | 1999 | 2006 | 2016 |
| Einwohner                  | 161  | 145  | 136  | 146  | 132  | 153  | 208  | 190  |
| Quellen: Cassini und INSEE |      |      |      |      |      |      |      |      |

Mit 195 Einwohnern (Stand 1. Januar 2022) gehört Lombard zu den kleinen Gemeinden des Départements Doubs. Nachdem die Einwohnerzahl in der ersten Hälfte des 20. Jahrhunderts deutlich abgenommen hatte (1881 wurden noch 254 Personen gezählt), wurde seit Beginn der 1990er-Jahre wieder ein Bevölkerungswachstum verzeichnet.

## Wirtschaft und Infrastruktur
Lombard war bis weit ins 20. Jahrhundert hinein ein vorwiegend durch die Landwirtschaft (Ackerbau, Obstbau und Viehzucht) und die Forstwirtschaft geprägtes Dorf. Daneben gibt es heute einige Betriebe des lokalen Kleingewerbes. Mittlerweile hat sich das Dorf auch zu einer Wohngemeinde gewandelt. Viele Erwerbstätige sind Wegpendler, die in den größeren Ortschaften der Umgebung ihrer Arbeit nachgehen.
Die Ortschaft liegt abseits der größeren Durchgangsstraßen an einer Departementsstraße, die von Quingey nach Arc-et-Senans führt. Weitere Straßenverbindungen bestehen mit Brères und Fourg.